# Biedrzychowice Dolne
Biedrzychowice Dolne [pronunciación en polaco: /bjɛdʐɨxɔˈvit͡sɛ ˈdɔlnɛ/] (en alemán: Friedersdorf) es un pueblo ubicado en el distrito administrativo de Gmina Żary, dentro del Condado de Żary, Voivodato de Lubusz, en Polonia occidental. Se encuentra aproximadamente a 12 kilómetros al norte de Żary y a 35 kilómetros al suroeste de Zielona Góra.
Antes de 1945, el área fue parte de Alemania.